# 明治神宮野球大会 高校の部 (新潟県勢)
明治神宮野球大会高校の部における新潟県勢の成績について記す。

## 大会結果
| 大会                 | 代表校                   | 試合結果 | 試合結果           | 備考        |
| -------------------- | ------------------------ | -------- | ------------------ | ----------- |
| 第8回大会（1977年）  | 長岡商（初出場）         | 2回戦    | ● 4 - 5 長島       |             |
| 第37回大会（2006年） | 日本文理（初出場）       | 2回戦    | ● 1 - 7 千葉経大付 |             |
| 第39回大会（2008年） | 日本文理（2年ぶり2回目） | 1回戦    | ● 6 - 11 鵡川      |             |
| 第44回大会（2013年） | 日本文理（5年ぶり3回目） | 2回戦    | ○ 6 - 5 龍谷大平安 |             |
| 第44回大会（2013年） | 日本文理（5年ぶり3回目） | 準決勝   | ○ 10 - 3 今治西    | 7回コールド |
| 第44回大会（2013年） | 日本文理（5年ぶり3回目） | 決勝     | ● 8 - 9 沖縄尚学   |             |